# 藤原浄子
藤原 浄子（ふじわら の きよこ、生没年不明 ）は、奈良時代後期の女性。姓は朝臣。位階は正五位下。

## 記録
称徳朝の後期の神護景雲2年（768年）に無位から従五位下に叙せられている。その後、長期にわたって記録が途絶えるが、桓武朝の延暦10年（791年）に、右大臣藤原継縄が百済王氏らを率いて、邸宅にて天皇のために百済楽を演奏させており、天皇は継縄の一族と百済王一族に叙位を行っている。その際に、その場に居合わせた浄子も正五位下に叙されている。

## 官歴
『続日本紀』による。
- 神護景雲2年（768年）10月13日：従五位下
- 延暦10年（791年）10月12日：正五位下